# 1809 год в литературе

## Книги
- «Марьина роща» — повесть Василия Жуковского.
- «Неопытная Муза» — сборник стихотворений Анны Буниной (1-я часть).

### Литературоведение
- «О басне и баснях Крылова» — статья Василия Жуковского.

## Родились
- 19 января — Эдгар Аллан По, американский поэт и писатель (ум. 1849).
- 1 апреля — Николай Васильевич Гоголь, русский писатель (ум. 1852).
- 29 августа — Антонио Сомма, итальянский драматург, либреттист, журналист, поэт и адвокат (ум. 1864).
- 4 сентября — Юлиуш Словацкий, польский поэт (ум. 1849).
- 15 октября — Алексей Васильевич Кольцов, русский поэт (ум. 1842).
- 11 декабря — Теодор Гризингер, немецкий писатель, издатель, редактор (ум. 1884).

### Без точной даты
- Николай Христофорович Кетчер, русский писатель-переводчик (ум. 1886).
- Елизавета Васильевна Кологривова, русская писательница и переводчица, автор первого полного перевода на русский язык «Ада» из «Божественной комедии» Данте, выполненного прозой (ум. 1884).

## Умерли
- 6 мая — Лео фон Зекендорф, немецкий поэт (род. 1773).
- 8 августа — Уэда Акинари, японский поэт и писатель, автор сборников рассказов «Луна в тумане»[англ.] и «Рассказы о весеннем дожде»[англ.] (род. 1734).
- Мануэль Хосе де Лаварден, аргентинский драматург, поэт, литературный критик (род. 1754).